# Oliver's Story
Pour plus de détails, voir Fiche technique et Distribution.
Oliver's Story est un film américain de John Korty sorti en 1978. C'est la suite de Love Story sorti en 1970.

## Synopsis
Après la mort de Jenny Cavilleri des suites d'une leucémie, Oliver Barrett (Ryan O'Neal) erre seul avec ses souvenirs. Leur histoire d'amour passionnée ne lui permet pas d'oublier celle qui fut la femme de sa vie. Mais un jour, il croise le chemin de Marcie (Candice Bergen), une jolie jeune femme, qui va l'aider à reprendre goût à la vie...

## Fiche technique
- Réalisation : John Korty
- Scénario : Erich Segal et John Korty d'après le roman d'Erich Segal
- Directeur de la photographie : Arthur J. Ornitz
- Montage : Stuart H. Pappé
- Musique : Lee Holdridge et Francis Lai
- Costumes : Peggy Farrell
- Production : David V. Picker
- Genre : Drame
- Pays de production :  États-Unis
- Durée : 91 minutes
- Dates de sortie :
  - États-Unis : 15 décembre 1978 (New York)
  - France : 23 mai 1979, 25 novembre 2004 (sortie DVD)

## Distribution
- Ryan O'Neal (VF : Bernard Murat) : Oliver Barrett IV
- Candice Bergen (VF : Tania Torrens) : Marcie Bonwit
- Nicola Pagett (en) (VF : Sylviane Margollé) : Joanna Stone
- Edward Binns (VF : Henri Labussière) : Phil Cavilleri
- Benson Fong : John Hsiang
- Charles Haid (VF : José Luccioni) : Stephen Simpson
- Kenneth McMillan : Jamie Francis
- Ray Milland (VF : Jean-Henri Chambois) : Oliver Barrett III
- Josef Sommer (VF : Jean Lagache) : Dr Dienhart
- Sully Boyar (en) (VF : Albert Médina) : M. Gentilano
- Swoosie Kurtz : Gwen Simpson
- Meg Mundy (en) (VF : Jacqueline Porel) : Mrs Barrett
- Beatrice Winde (en) : Waltereen
- Sol Schwarde : Arlie
- Father Frank Toste : Père Giamatti
- Victor Gil De LaMadrid (VF : Jacques Deschamps) : Newcaster

## À noter
- Le roman et le scénario sont écrits par Erich Segal. Également acteur, on a pu l'apercevoir notamment dans Sans mobile apparent aux côtés de Jean-Louis Trintignant.
- Dans le rôle de Phil Cavilleri (père de feu Jenny), Edward Binns remplace John Marley tandis que Meg Mundy (en) succède à Katherine Balfour dans celui de la mère d'Oliver. Seul Ray Milland reprend les traits d'Oliver Barrett III.
- La comptine "There Was a Crooked Man" des "Nursery Rhymes of England" de James Halliwell-Phillipps est lue (récitée pour le spectateur) par Oliver passant un week-end de "retour aux sources" dans son "chez lui d'enfance" chez ses parents : cette petite comptine aux accents  fortement philosophiques lui permet une réflexion profonde très intéressante de positivité/résilience à propos de sa vie "tordue au milieu"/tortueuse ("crooked" en anglais) depuis la mort de sa bien aimée Jenny.